# Konfuzius-Friedenspreis
Der Konfuzius-Friedenspreis (chinesisch 孔子和平獎 / 孔子和平奖, Pinyin Kǒngzǐ hépíng jiǎng) war eine nach dem chinesischen Philosophen Kong Fu Zi benannte Auszeichnung, die von 2010 bis 2017 jährlich Anfang Dezember in der Volksrepublik China vergeben wurde. Sie sollte Personen ehren, die den Frieden und die friedliche Verständigung der Völker förderten.

## Hintergrund
Die Einführung dieses Preises wurde von westlichen Beobachtern vor allem mit der von China scharf missbilligten Vergabe des Friedensnobelpreises an den chinesischen Bürgerrechtler Liu Xiaobo im Jahr 2010 in Verbindung gebracht. Der chinesische Friedenspreis sollte ein Gegengewicht zu der von der chinesischen Regierung als „politisch missbraucht“ betrachteten Vergabe des Friedensnobelpreises bilden. Die chinesische Regierung gab an, dass mit der Verleihung des Preises den 1,3 Milliarden Chinesen „eine größere Stimme in Sachen Weltfrieden“ verliehen werden sollte.

## Preiskomitee
Das Konfuzius-Preiskomitee bestand laut Medienberichten aus 16 chinesischen Persönlichkeiten. Zu den Komiteemitgliedern gehörte auch Kong Qingdong (* 1964), ein Professor für chinesische Literatur und direkter Abkömmling von Konfuzius in 73. Generation.

## Liste der Preisträger
| Jahr | Preisträger                              | Land                | Begründung | Anmerkung |
| ---- | ---------------------------------------- | ------------------- | --- | --- |
| 2010 | Lien Chan                                | Taiwan              | Für seinen Einsatz um Aussöhnung zwischen China und Taiwan. | Lien Chan war der Preis nach Angaben seines Büros unbekannt und er wollte ihn nicht persönlich entgegennehmen. Für ihn nahm ein Mädchen den Preis entgegen. Als weitere Kandidaten galten Mahmud Abbas, Bill Gates, der Penchen Lama sowie Nelson Mandela. |
| 2011 | Wladimir Putin                           | Russland            | Die Wahl wurde unter anderem mit seiner Opposition zum NATO-Einsatz im Bürgerkrieg in Libyen sowie seiner Entscheidung begründet, 1999 in Tschetschenien in den Krieg zu ziehen. | An Putins Stelle nahmen zwei russische Austauschstudentinnen den Preis entgegen. |
| 2012 | Kofi Annan und Yuan Longping             | bzw.                | | |
| 2013 | Yi Cheng                                 | China Volksrepublik | | |
| 2014 | Fidel Castro                             | Kuba                | Wegen bedeutender Beiträge zum Weltfrieden. | Die Auszeichnung wurde stellvertretend an einen kubanischen Austauschstudenten übergeben. |
| 2015 | Robert Mugabe                            | Simbabwe            | Staatsmann, „der Schwierigkeiten aller Art überwunden und sich streng dazu verpflichtet hat, die politische und wirtschaftliche Ordnung seiner Nation aufzubauen“.               | |
| 2016 | Shen Liangliang, Yang Shupeng und Li Lei | China Volksrepublik | Friedenssoldaten, die bei den Einsätzen in Mali oder im Südsudan ums Leben kamen.                                                                                                | |
| 2017 | Hun Sen                                  | Kambodscha          | | |